# Sunbury Lock Ait
Sunbury Lock Ait ist ein Werder in der Themse in England am Sunbury Lock zwischen Walton-on-Thames und Sunbury-on-Thames, Surrey. Die Insel ist unbewohnt aber über eine Fußgängerbrücke vom Ufer sowie über die Schleusentore zugänglich. Eine weitere Brücke verbindet die Insel mit Wheatley’s Ait flussaufwärts, doch diese Verbindung ist nicht öffentlich zugänglich.
Die Insel gab es, bevor die Schleuse gebaut wurde und der Flusslauf verbreitert und vertieft wurde. Die Insel war früher als Sunbury Church Ait bekannt. Dann kaufte die City of London Corporation sie von ihren sechs Besitzern, um die 1815 fertiggestellte Schleuse zu bauen. Es gab seit mindestens dem 18. Jahrhundert ein Wehr mit einer Stauschleuse an dieser Stelle. Das alte Schleusenhaus ist heute oberhalb der heutigen Schleuse zu sehen.
Auf der Insel wachsen Bäume, Farne und Brombeerbüsche. Der Middle Thames Yacht Club und eine private Bootsreparaturwerkstatt nutzen die Insel.